# Tibouchina rupestris
Tibouchina rupestris är en tvåhjärtbladig växtart som beskrevs av Célestin Alfred Cogniaux. Tibouchina rupestris ingår i släktet Tibouchina och familjen Melastomataceae. Inga underarter finns listade i Catalogue of Life.